# Jan Messutat
Jan Messutat (* 1. Juni 1971 in Stuttgart) ist ein deutscher Schauspieler.

## Leben
Von 1995 bis 1999 absolvierte Messutat eine Schauspielausbildung am Mozarteum in Salzburg. Außerdem ließ er sich von verschiedenen Schauspielcoaches zum Filmcoach ausbilden. In dieser Funktion arbeitet er heute auch neben seiner Schauspieltätigkeit. 1998 begann er mit ersten Theaterengagements in Lübeck (Anatevka) und Ulm. Ab 2003 übernahm er erste Fernseh- und Filmrollen. So war er in der Serie Um Himmels Willen, Die Luftbrücke und im Polizeiruf 110 zu sehen. Messutat hat Auftritte in mehreren Tatort-Episoden, wie z. B. in Bienzle und die große Liebe oder Kleine Herzen. 2009 war er in dem Dreiteiler Krupp – Eine deutsche Familie im ZDF zu sehen. 2012 hatte er einen Gastauftritt bei Danni Lowinski und 2013 war er im Kinofilm Hin und weg neben Florian David Fitz zu sehen.
2015 war Messutat wieder auf der Theaterbühne zu sehen. Im Original Bühnenwerk von Tracy Letts; Eine Familie – August: Osage County in Berlin im Theater am Kurfürstendamm neben u. a. Annette Frier, Friederike Kempter und Felix von Manteuffel.
Jan Messutat spricht auch Hörbücher ein. Er ist mit der Schauspielerin Victoria Mayer verheiratet. Das Paar hat zwei gemeinsame Kinder (* 2009 und * 2011) und lebt am Ammersee.

## Filmografie

### Fernsehen
- 2003: Leon und Lara
- 2004: Unter Verdacht: Gipfelstürmer
- 2005–2008: Um Himmels Willen (Fernsehserie)
- 2005: Mit Herz und Handschellen
- 2005: Die Luftbrücke
- 2006: Tatort: Außer Gefecht (Fernsehreihe)
- 2007: Tatort: Bienzle und die große Liebe
- 2007: Polizeiruf 110: Taubers Angst
- 2007: Tatort: Der Traum von der Au
- 2007: Tatort: Kleine Herzen
- 2008: Morgen räum ich auf
- 2008: Mogadischu
- 2008: Schokolade für den Chef
- 2008: Ohnmacht
- 2008: Die Rosenheim-Cops – Eine Leiche, keine Leiche
- 2008: Tatort: Liebeswirren
- 2009: Krupp – Eine deutsche Familie
- 2009: Notruf Hafenkante – Held für einen Tag
- 2009: Dutschke
- 2010: U.F.O
- 2010: Tatort: Der Schrei
- 2010: SOKO Köln – Mitten ins Herz
- 2010: Uns trennt das Leben
- 2010: Tatort: Der letzte Patient
- 2010: Kreutzer kommt
- 2011: Die fremde Familie
- 2011: Wettlauf zum Südpol
- 2013: Mordshunger – Eine Leiche zum Dessert
- 2013: Danni Lowinski – Sie ist ein Model und sie sieht gut aus
- 2013: Die Rosenheim-Cops – Tod eines Präsidenten
- 2013: Beste Bescherung
- 2014: München 7
- 2014: SOKO Köln – Ein neues Leben
- 2015: Polizeiruf 110: Kreise
- 2015: Hubert und Staller
- 2015: Letzte Ausfahrt Sauerland
- 2015: Starfighter – Sie wollten den Himmel erobern
- 2016: Nie mehr wie es war
- 2017: Götter in Weiß
- 2017: Die Puppenspieler
- 2017: Der namenlose Tag
- 2018: Tatort: Zeit der Frösche
- 2018: München Mord: Die ganze Stadt ein Depp
- 2019: Tatort: Die harte Kern
- 2019: Die Bergretter – Einfach hier bleiben
- 2020: Marie Brand und die Liebe zu viert
- 2021: Tatort: Was wir erben
- 2021: Mich hat keiner gefragt
- 2022: Helen Dorn – Das rote Tuch
- 2022: Riesending – Jede Stunde zählt (Fernsehfilm)
- 2024: Polizeiruf 110: Jenseits des Rechts
- 2025: Robert Lembke – Wer bin ich?

### Kino
- 2007: Blöde Mütze!, Regie: Johannes Schmid
- 2007: Ein fliehendes Pferd, Regie: Rainer Kaufmann
- 2012: Kohlhaas oder die Verhältnismäßigkeit der Mittel, Regie: Aron Lehmann
- 2014: Agnieszka, Regie: Tomasz E. Rudzik
- 2014: Hin und weg, Regie: Christian Zübert
- 2015: Verfehlung, Regie: Gerd Schneider
- 2018: Das schönste Mädchen der Welt, Regie: Aron Lehmann
- 2023: Der Bozen-Krimi: Weichende Erben, Regie: Sabine Derflinger

### Kurzfilm
- 2003: Alles wie immer, Regie: Ralf Beyerle, Marc Champeimont
- 2005: Fotosynthese, Regie: Jens Leske
- 2006: Aphrodites Nacht, Regie: Carolin Otto

## Theater
- 1998: Anatevka, Theater Lübeck, Regie: Dieter Löbach
- 1999/01: Minna von Barnhelm, Theater Ulm, Regie: Michael Jurgons
- 1999/01: Hamlet, Theater Ulm, Regie: Laertes Frido Solter
- 1999/01: Kasimir und Karoline, Theater Ulm, Regie: Klaus-Peter Nigey
- 1999/01: Phädra, Theater Ulm, Regie: Michael Heigl
- 1999/01: Der Sturm, Theater Ulm, Regie: Robert Giggenbach
- 1999/01: Bluthochzeit, Theater Ulm, Regie: Manuel Soubeyrand
- 2001: Alkestis, Festival Neue Musik Rümlingen, Regie: Urs Troller
- 2002: Nach dem Regen, Halle 7, München, Regie: Mario Andersen
- 2003: Amphytrion, Markgrafentheater Erlangen, Regie: Monika Querndt
- 2015: Eine Familie – August: Osage County, Theater am Kurfürstendamm Berlin, Regie: Ilan Ronen

## Auszeichnungen
- 2009: Deutscher Fernsehpreis als Ensemblemitglied für Mogadischu
- 2013: Zuschauerpreis des Max-Ophüls-Festivals 2013 für Kohlhaas…
- 2014: Deutscher Schauspielerpreis für Kohlhaas… in der Kategorie „Bestes Ensemble in einem Kino-/Fernsehfilm“